# Marwan El-Amrawy
Marwan Ahmed Aly Morsy El-Amrawy (en arabe : مروان العمراوي), né le 14 avril 1995 à Alexandrie, est un nageur égyptien.

## Carrière
Marwan Ahmed Aly El-Amrawy est médaillé d'or du relais 4 x 100 mètres quatre nages, médaillé d'argent du 1 500 mètres nage libre et médaillé de bronze du 800 mètres nage libre aux Championnats d'Afrique de natation 2012 à Nairobi.
Aux Jeux africains de 2015 à Brazzaville, Marwan El-Amrawy est médaillé d'argent du relais 4 × 200 mètres nage libre.
Il remporte aux Championnats arabes de natation 2016 à Dubaï la médaille d'or du relais 4 × 200 m nage libre, la médaille d'argent du 1 500 mètres nage libre et la médaille de bronze du 800 mètres nage libre. Aux Championnats d'Afrique de natation 2016 à Bloemfontein, il est médaillé d'or du 800 mètres nage libre et médaillé d'argent du 200, 400, 1 500, 4 × 100 mètres et 4 × 200 mètres nage libre ainsi que du 5 kilomètres en eau libre. Il participe aussi cette année-là aux Jeux olympiques d'été de 2016, terminant 23e du 10 kilomètres hommes.
Aux Championnats d'Afrique de natation 2018 à Alger, il obtient la médaille d'or du relais 4 × 200 m nage libre et du 5 km en eau libre ainsi que la médaille d'argent du 400, 800 et 1 500 mètres nage libre.
Il est médaillé d'or du relais 4 × 200 m nage libre et médaillé de bronze du 1 500 mètres nage libre aux Jeux africains de 2019 à Casablanca.
Il obtient aux Championnats d'Afrique de natation 2022 à Tunis la médaille d'or sur 800 mètres nage libre, sur 4 × 200 mètres nage libre ainsi que sur 5 km en nage en eau libre, 50 mètres dos, 50 mètres papillon et sur 4 × 100 mètres nage libre mixte ainsi que la médaille d'argent sur 400 mètres nage libre et sur 1 500 mètres nage libre,.
Il est médaillé d'or sur le 5 km en eau libre et sur 4 x 200 mètres nage libre, médaillé d'argent sur 800 et 1 500 mètres nage libre ainsi que médaillé de bronze sur 400 mètres nage libre aux Championnats d'Afrique de natation 2024 à Luanda,.